# Mammas nya kille
Mammas nya kille är ett humorprogram från Sveriges Radio, producerat i Umeå. Det debuterade i P3 den 27 augusti 2005. Efter ett uppehåll under 2007 återupptogs sändningarna i januari 2008 och pågick till 5 januari 2011.
Programmet återvände den 23 augusti 2015 med en ny säsong i P3, sänd i tolv veckor fram till 20 december 2015, följd av ett specialavsnitt med sketcher med Lacken och Tråden.
I september 2016 premiärvisades scenföreställningen Mammas nya kille – Ett kunskapslyft i Umeå. Under sommaren 2017 sändes en midsommarspecial i P4, följd av ytterligare en juldagspecial samma år. Sommaren 2018 producerades 20 korta (ca 6 min) poddavsnitt och ett julspecialavsnitt med Mangan. Hösten–vintern 2018 togs konceptet ut på turné med föreställningen Mammas nya kille firar jul på måfå.
I samband med programmets 20-årsjubileum meddelades den 29 mars 2025 att en ny nionde säsong lanseras. Den består av 20 nya poddavsnitt, sända både som podd och via Sveriges Radio P4 under sommaren och in i hösten. Produktionen  beskrivs av Sveriges Radios poddbeställare Mark Malmström som ”ett kalas att minnas”

## Produktion och innehåll
Programmet leds av Bengt Strömbro, som även är radioproducent och utgör redaktionen tillsammans med Sven Björklund och Olof Wretling från teatergruppen Klungan. Inspelningen görs oftast under några intensiva veckor. Flera tagningar görs och dessa redigeras därefter hemma i Bengt Strömbros garage.
Programledaren Bengt Strömbro är den ende som medverkar under sitt riktiga namn i programserien. Den ständige bisittaren "Patrik Larsson" från Piteå är, precis som alla gäster i programmet, en fiktiv karaktär. I programmet varvas musik, gäster och Bengts och Patriks mellansnack. De fiktiva karaktärerna i programmet spelas av Lars Berge, Sven Björklund, Mattias Fransson, Olof Wretling och Sofia Wretling, samt stundtals Carl Englén. Musikredaktör till programmet var Germund Stenhag, men Bengt Strömbro har för vana att alltid välja en hårdrocksklassiker till varje avsnitt. I podradioversionerna är dock musiken bortklippt.

## Återkommande figurer
- Bisittaren Patrik Larsson (Sven Björklund) är en 15-årig kille från Piteå, i en 33-årings kropp. Han berättar gärna historier om sina upptåg tillsammans med den ständige följeslagaren Stefan "Steffe" Norell. De flesta historier inkluderar Steffes 125:a eller Patriks Seat Ibiza.
- Mangan (Olof Wretling) har åkt inlines från Treriksröset till Smygehuk utan att någonsin stanna, har även hunnit med en inre resa och jobbat på att bli 100 kg enbart muskler.
- Folklivsfanatikern Job Andersson (Sven Björklund) uppträder som gäst i varje avsnitt och berättar historier om gamla seder och bruk – den ena mer bisarr än den andra; något som allt som oftast förklaras med repliken "Du vet, förr i tiden - då var folk dum i huvet nå' djävulskt!" Under programserien utvecklar Job en allt starkare och mer uttalad erotisk dragning till programledaren Bengt Strömbro. Bengt håller dock bestämt distansen till Job.
- Nycirkusartisten Katla (Olof Wretling) dyker upp och viskar i Bengts öra och berättar om sina provocerande installationer och föreställningar.
- Shanti Roney (Olof Wretling) läser upp sina högstadieuppsatser som håller på att falla i glömska.
- Gotte (Lars Berge) jobbade ursprungligen på SVT:s A-ekonomi, där han bland annat beskrev hur han undvek att arbeta. Därefter arbetade han på Mitt i naturen och hade sitt eget sätt att kommentera naturfilmer, samtidigt som han var redaktionens auktoritet när det gällde att avgöra vem som skulle vinna en fajt när olika djur ställs mot varandra. På senare tid har han återvänt till SVT:s A-ekonomi men nu i en friare roll där han tycks resa runt i bland annat Baltikum.
- Peter Nilsson (Olof Wretling) är en provokativ och rättfram livscoach som svarar på lyssnarnas frågor.
- Thunder (Mattias Fransson), egentligen Klas, är en dalmas, starkt influerad av actionfilmer, som förklarar hur man genomför diverse manövrer som att slå bakåtvolt med snöskoter samtidigt som man avfyrar en "stridsmissil". Han presenteras med introt från Thunderstruck av AC/DC. I senare säsonger handlade inslagen med Thunder allt mer om vårdnaden av hans son Rocky-Bruce.
- Jessika (Sofia Wretling) och Krille (Sven Björklund) från Sunne, gör slut, ångrar sig, och får till slut olika ting från Bengt
- Kicki Tapper (Sofia Wretling) är talesperson för Non Fighting Generation i Hagfors. Hon berättar om sina upplevelser på olika raggarträffar och slagsmål med sin stora nemesis, Hagfors-Horan (gestaltad av Lars Lerin under hösten 2015). Drycken Kaptenlöjtnant (likör) och en Chevrolet Impala -58 är också ingredienser i hennes rollkaraktär. Kicki presenteras med refräng från Gasen i Botten av Eddie Meduza.
- Lars Stenberg (Sven Björklund) är sjukpensionär med ett arbetslivsförflutet på Assi Domän i Piteå och som oftast kritiserar dagens samhälle. Han medverkar även i tv-serien Ingen bor i skogen, där man bland annat får veta att han varit verksam som vice kassör i aktionsgruppen "Nej till ny simhall i Älvsbyn". I TV-serien ges även vissa indicier att Lars någon gång i sitt förflutna tagit livet av en annan människa, men att det avskrevs som en olycka.
- Frisören (Mattias Fransson) har en återkommande kund som heter Joel. Alla inslag går ut på att frisören berättar om en vansinnig idé som ofta går ut på att korsa två olika saker (t.ex. "OS-invigare och hudsjukdomsbakterier"), för att få fram en avkomma med nya egenskaper. Frisören räknar sedan ut vad han kan tjäna på sin idé och avslutar med att räkna ut vad han kan köpa för pengarna. Det är alltid något extremt, som att sätta upp stroboskop i alla gatlyktor så "kan ju folk försöka slappna av i höstmörkret bäst dom vill". Joel avfärdar dock alltid frisörens idéer och sen är klippningen klar.[7]

## Priser
Mammas nya kille har två gånger nominerats till Stora radiopriset och belönades 2008, 2009 samt 2010 med Svenska podradiopriset.i kategorierna "Bästa svenska kanal" och "Bästa humorkanal". År 2009 utsågs programmet även till det bästa humorprogrammet i P3 genom tiderna efter en omröstning på P3:s webbplats.

### Fotnoter
1. ↑  ”Svensk mediedatabas”. http://smdb.kb.se/catalog/search?q=%22Mammas+nya+kille%22+typ%3Aradio&sort=OLDEST. Läst 25 juni 2011.
2. ↑   Mammas nya kille återuppstår 2015-06-27
3. ↑  ”"Mammas nya kille" får ny säsong”. www.aftonbladet.se. 29 mars 2025. https://www.aftonbladet.se/a/MnkXJJ. Läst 9 juni 2025.
4. ↑  Mammas nya kille prisas Norra Västerbotten 2008-06-16
5. ↑  #60. Mammas nya TV Head Arkiverad 21 februari 2013 hämtat från the Wayback Machine. Mediespanarna 2012-12-20
6. ↑  ”Om Mammas nya kille - Mammas Nya Kille”. Sveriges Radio. http://sverigesradio.se/sida/artikel.aspx?programid=2399&artikel=6197567. Läst 27 juli 2017.
7. ↑  ”MNK:s sida på SR”. http://sverigesradio.se/sida/gruppsida.aspx?programid=2399&grupp=2470&artikel=4032572. Läst 23 september 2014.
8. ↑  Ny säsong av "Mammas nya kille" Dagens Nyheter 2007-08-07
9. ↑  Svenska Podradiopriset 2010 Arkiverad 6 oktober 2010 hämtat från the Wayback Machine. daytona.se 2010-10-01